# Mongolische Rennratte
Die Mongolische Rennratte (Meriones unguiculatus) ist eine zu den Rennratten gehörende Art der Rennmäuse.
Sie bewohnt Steppen, Halbwüsten, Wüsten sowie Grasländer in der Mongolei und in angrenzenden Gebieten im Norden Chinas, in der Mandschurei sowie im Süden Sibiriens und ist nicht gefährdet.
1867 von Alphonse Milne-Edwards als Gerbillus unguiculatus beschrieben, bezieht sich ihr wissenschaftlicher Artname auf die auffälligen, vergleichsweise großen, dunkel gefärbten Krallen.
Sie ist tag- und nachtaktiv, hält keinen Winterschlaf und lebt innerhalb von Kolonien in Familienverbänden. Ihr Bau ist gewöhnlich fünf bis sechs Meter lang mit fünf bis zehn Eingängen, einer Nestkammer und ein oder zwei Vorratskammern. Sie ernährt sich bevorzugt von grünen Pflanzenteilen sowie von Pflanzensamen und legt Wintervorräte an. Die Mongolische Rennratte ist die am häufigsten als Versuchs- und Heimtier gehaltene Rennmaus und es existieren verschiedene Farbschläge.
Als deutsche Trivialnamen werden
„Mongolische Rennratte“,
„Mongolische Rennmaus“,
„Mongolische Wüstenmaus“,
„Mongolischer Gerbil“
und „Mongolische Wüstenrennmaus“
verwendet.
Auch wird die Mongolische Rennratte schlicht als „Wüstenrennmaus“,
„Rennmaus“
oder, von der englischen Entsprechung, als „Gerbil“
bezeichnet.
Die Übersetzung des wissenschaftlichen Namens Meriones unguiculatus als „Krieger mit Krallen“ ist falsch, da sich der Gattungsname Meriones nicht auf den mythischen Helden Meriones aus der Ilias, sondern auf die Schenkel der Tiere bezieht. Der Name leitet sich von altgriechisch mēros (μηρός „Oberschenkel“) ab.

## Körperbau

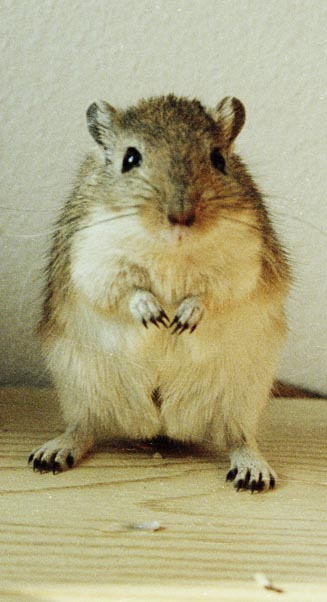
Die Krallen der Mongolischen Rennratte sind vergleichsweise groß und dunkel gefärbt.

### Maße und Proportionen
Die Mongolische Rennratte ist etwas kleiner als andere Rennmäuse ihres Verbreitungsgebiets. Ihre Kopf-Rumpf-Länge beträgt meist 97 bis 132 Millimeter, die Schwanzlänge 85 bis 110 Millimeter, die Hinterfußlänge 24 bis 32 Millimeter, die Ohrlänge 13 bis 15 Millimeter und die größte Schädellänge 30 bis 36 Millimeter.
Mit 70 bis 92 Prozent der Länge ist der Schwanz etwas kürzer als Kopf und Rumpf.
Der Kopf ist kurz und breit
mit schlanken, hervorstehenden Ohrmuscheln.
Der Hals wirkt sehr kurz. Die Hinterbeine sind lang und gut ausgebildet,
die Hinterpfoten sind jedoch nicht ausgesprochen verlängert.
Die Krallen der Vorderpfoten sind dagegen deutlich vergrößert und nehmen eine Mittelstellung zwischen denen der Indischen Wüstenrennratte und denen der anderen Rennratten ein.
Hinsichtlich der Körpergröße konnten in der Natur keine merklichen Unterschiede zwischen Männchen und Weibchen festgestellt werden.
So betrug das Körpergewicht von 25 erwachsenen Männchen in der Inneren Mongolei durchschnittlich etwa 60 Gramm und das von 11 Weibchen etwa 59 Gramm,
wobei ein Körpergewicht von weniger als 50 Gramm bei drei Männchen und keinem Weibchen vorkam.
In Gefangenschaft sind Männchen dagegen durchschnittlich etwas größer als Weibchen.
So wiegen Männchen gewöhnlich 80 bis 130 Gramm und Weibchen 70 bis 100 Gramm.

### Fell und Farbe

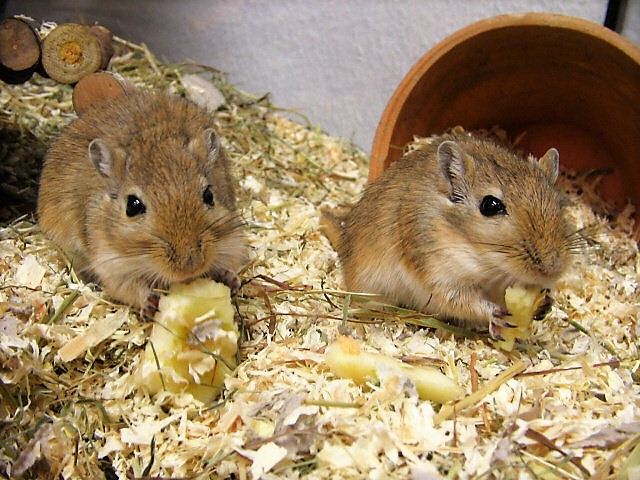
Wildfarbenes Fell

Das Fell der Mongolischen Rennratte ist eher kurz
und weniger weich als bei Rennratten üblich.
Das Unterfell ist fein und wollig, das Oberfell etwas fester und länger.
Die Haare der Ober- und Unterseite sind meist etwa zehn Millimeter lang.
Von der Schnauze bis zum Schwanz ist das Fell der Oberseite gräulich-braun,
rötlich-braungelb oder ockerfarben-braungelb. An den Körperseiten ist es blasser braungelb. Die einzelnen Haare sind ockerfarben-braungelb, an der Basis schiefergrau, teilweise mit schwarzen Spitzen. Dazwischen befinden sich auf dem Rücken einige längere, vollständig schwarze Haare, die zu einer insgesamt etwas dunkleren Färbung führen.
Um die Augen verläuft ein undeutlicher, hellbrauner bis braungelblich-weißer Ring. Diese Färbung erstreckt sich nach hinten über die Backen bis zum Ansatz der Ohrmuscheln. Kurze Haare derselben Farbe bedecken die vordere Außenseite der Ohrmuscheln und längere, weißliche Haare die hintere Außenseite. Die Ränder sind mit kurzen, ebenfalls weißlichen Haaren gesäumt. Abgesehen von einigen sehr kurzen, weißlichen bis braungelblichen Haaren nahe der Ohrspitze ist die Innenseite der Ohrmuscheln nahezu unbehaart.
Die Augen sind schwarz
und die 5 bis 40 Millimeter langen Schnurrhaare sind gemischt schwarz und weiß gefärbt.
Die Unterlippe, das Kinn, der obere Teil der Kehle und die Innenseite der Vorderbeine sind reinweiß bis zur Basis der Haare. In der oberen Mitte der Brust befindet sich manchmal eine blasse, braungelbliche Färbung.
Der Rest der Unterseite ist weiß oder hellbraun
und die Haare haben anders als bei anderen Rennratten in ihrem Verbreitungsgebiet eine graue Basis.
Der Übergang zwischen dem Fell der Körperseiten und dem der Unterseite ist gräulich und verschwommen.
Die Haare des Schwanzes sind an der Wurzel weniger als 10 Millimeter und zur Spitze hin bis zu 20 Millimeter lang.
Die hintere Hälfte weist oberseits einen Kamm längerer Haare auf und an der Spitze befindet sich eine ausgeprägte, schwarze Quaste.
Der Schwanz wird als rundherum ockerfarben
oder deutlich zweifarbig, oberseits dunkelgräulich und unterseits blassbraun, beschrieben.
Anders als bei der Mittagsrennratte befinden sich auf dem Schwanzrücken kurze, schwarze Haare.
Die Sohlen der Hinterpfoten sind mit Ausnahme eines unbehaarten Flecks an der Ferse vollständig mit sandig-grauen Haaren bedeckt.
Ihre Oberseite ist blass-braungelblich gefärbt.
Anders als bei der Libyschen Rennratte und Meriones chengi weisen die Hinterpfoten nahe dem Knöchel keine unbehaarte Stelle auf. Die Krallen sind im Gegensatz zu denen der Mittagsrennratte gräulich schwarz
oder dunkelbraun.

### Schädel und Gebiss

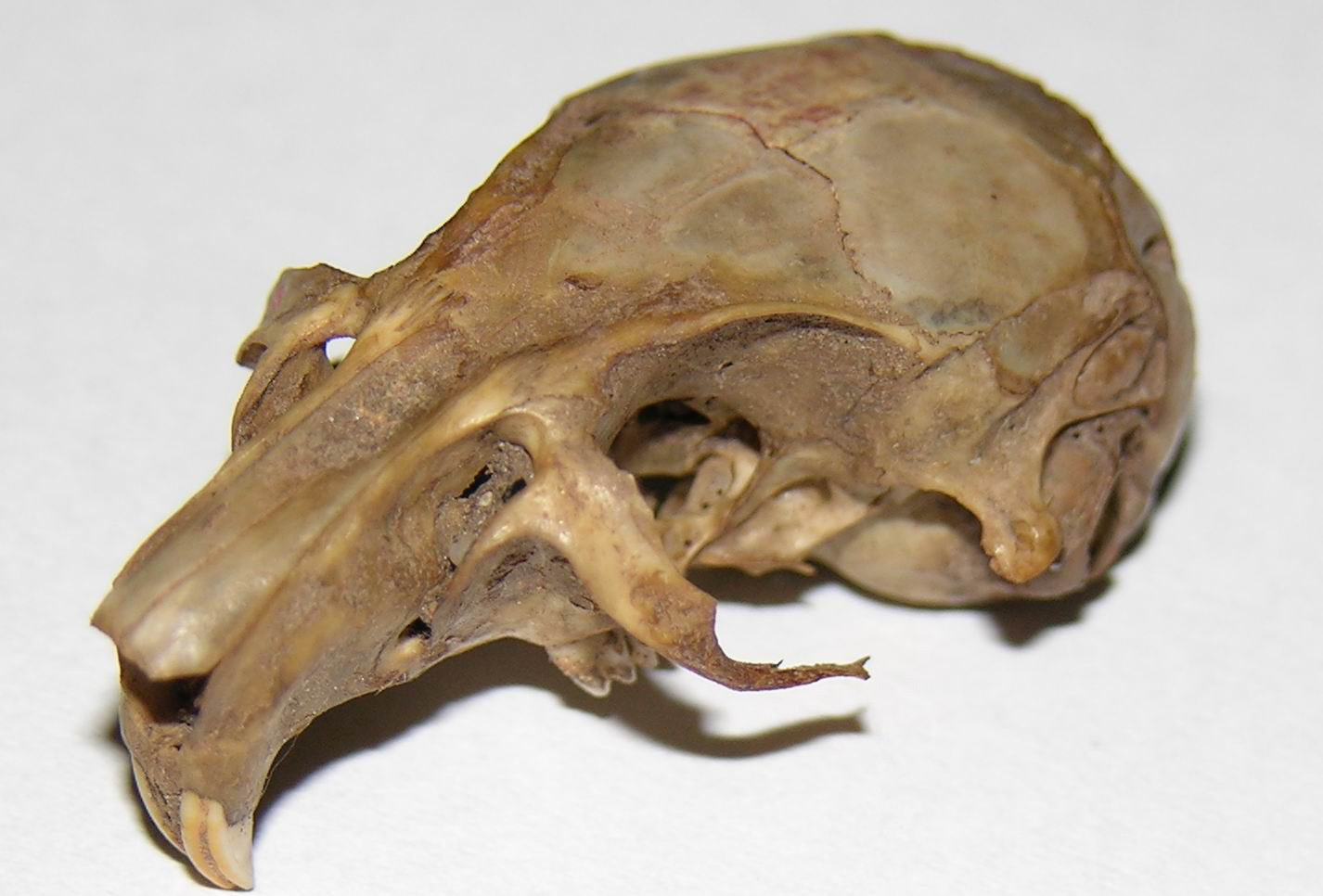
Schädel einer Mongolischen Rennratte (ohne Unterkiefer und mit beschädigten Jochbögen)

Der Schädel der Mongolischen Rennratte ähnelt dem der Mittagsrennratte, jedoch ist der Gesichtsschädel höher und die Jochbögen sind weiter gespreizt.
Mit bis zu 36 Millimetern Länge ist er kürzer als der Schädel der Afghanistan-Rennratte und anders als bei dieser ist die Jochbogenplatte am hinteren Ende deutlich vom Körper der Jochbögen getrennt. Ihre größte Breite übertrifft gewöhnlich die gemeinsame, an den Zahnfächern gemessene Breite der oberen Schneidezähne.
Die Knochenleisten über den Augenhöhlen sind schwach ausgebildet
und stehen leicht hervor. Die Nasenbeine sind schmal und etwas kürzer als der Nasenfortsatz der Zwischenkieferbeine. Das Zwischenscheitelbein ist hauptsächlich oval geformt und die hintere Grenze ist nach hinten gewölbt, jedoch bildet die vordere Grenze dort, wo sie die Scheitelbeine berührt, eher ein Dreieck mit Spitze nach vorne.
Die Paukenblasen sind hinten aufgebläht
und mit einer Länge von etwa 31 Prozent der Schädellänge groß, wenn auch kleiner
und vorne weniger aufgebläht als bei der Mittagsrennratte.
Sie reichen nicht bis zur vorderen Außenseite der Gehörgänge,
ihre Größe führt jedoch zu einer Verengung des Basioccipitale des Hinterhauptsbeins sowie zu einer Annäherung ihrer Vorderenden zueinander bis auf einen Abstand von 1,5 Millimetern. Die äußeren Gehörgänge reichen nicht bis zu den Jochbögen,
anders als bei der Afghanistan-Rennratte ist ihre untere Wand jedoch deutlich angeschwollen.
Das Nebentrommelfell ist größer als bei der Aserischen Rennratte und kleiner als bei der Afghanistan-Rennratte, der Mittagsrennratte und der Libyschen Rennratte.
Kennzeichnend für den Unterkiefer sind die vergleichsweise breiten aufsteigenden Äste, die kurzen Muskel- und Gelenkfortsätze und der lange Winkelfortsatz.
Die Ansatzstellen der Kaumuskulatur sind somit gut ausgebildet.
Die größte Schädellänge von fünf Exemplaren aus Shaanxi und der Mongolei betrug 33,9 bis 35,8 Millimeter, die Basallänge 29,2 bis 30,5 Millimeter, die Palatallänge 17,5 bis 18,8 Millimeter, die zygomatische Breite 18,2 bis 19,6 Millimeter, die Mastoidbreite 18,5 bis 19,6 Millimeter, die Breite über die Backenzähne 6,8 bis 7,0 Millimeter, die Länge der oberen Backenzahnreihe 4,3 bis 5,0 Millimeter und die Länge der unteren Backenzahnreihe 4,6 bis 4,8 Millimeter.
| 1 | · | 0 | · | 0 | · | 3 | = 16 |
| 1 | · | 0 | · | 0 | · | 3 | = 16 |

Das Gebiss weist wie das aller Rennratten in jeder Kieferhälfte einen als Nagezahn ausgebildeten Schneidezahn und drei hochkronige, nicht nachwachsende Backenzähne auf.
Ein Zahnwechsel findet nicht statt.
Die Längsfurche der oberen Schneidezähne ist ausgeprägt und liegt leicht seitwärts der Mitte. Der erste Backenzahn weist drei Zahnleisten auf, die innen und außen durch zwei Einbuchtungen voneinander getrennt sind, der zweite Backenzahn weist zwei Leisten auf und der dritte Backenzahn ist klein mit beinahe kreisförmiger Krone.

### Körperskelett
Die Wirbelsäule der Mongolischen Rennratte besteht aus sieben Hals-, zwölf Brust-, sieben Lenden-, vier Kreuz- und 20 bis 24 Schwanzwirbeln.
Atlas und Axis der Halswirbelsäule sind sehr stark ausgebildet, die übrigen fünf Halswirbel mit ihren sehr kurzen, glatten Körpern dagegen schwächer. Der Atlas weist kräftige, nach hinten gerichtete Fortsätze und bauchseitig ein deutliches, spitzes Tuberculum ventrale auf. Am Axis ist der Dornfortsatz sehr ausgeprägt. Nach hinten nimmt die Länge der Querfortsätze der Halswirbel zu.
Der Brustkorb ist groß, nach hinten weit geöffnet und wird unten durch sieben sternale sowie fünf asternale Rippen begrenzt, von denen die letzten beiden als Fleischrippen ausgebildet sind. Das Brustbein weist vorne nur einen dünnen Knorpelrand auf und bildet zur beweglichen Verbindung mit den Schlüsselbeinen und dem ersten Rippenpaar zwei weit ausladende, V-förmige Knochenplatten aus.
Sein Körper setzt sich aus vier Sternebrae zusammen.
Das Schlüsselbein ist als vollständig entwickeltes, etwa zehn Millimeter langes Knöchelchen ausgebildet und das Schulterblatt weist eine besonders ausgeprägte, im Gräteneck endende Schultergräte auf.
Das Hüftbeinloch des Beckens ist vergleichsweise weit. Das Wadenbein ist schlank, liegt leicht seitlich hinterm Schienbein und beide Knochen verschmelzen in der unteren Hälfte miteinander. Von den Fußwurzelknochen ist das Fersenbein gut ausgebildet.
Die erste Zehe der Vorderpfoten ist rudimentär ausgebildet, die anderen vier Zehen sowie die fünf Zehen der Hinterpfoten sind dagegen normal ausgebildet. Die zweite bis fünfte Zehe setzen sich aus je drei Gliedern zusammen.

### Organe
Die hervorstehenden Augen der Mongolischen Rennratte liegen seitlich am Kopf. Ihre Netzhaut ist reich an Stäbchen mit einem Zapfen-Anteil von nur 14 bis 20 Prozent und die Iris ist dunkel. Das Gehirn der Männchen wiegt etwa 1,02 Gramm, das der Weibchen etwa 1,18 Gramm.
Der Riechkolben ist sehr gut entwickelt und ein Jacobson-Organ ist vorhanden.
Vom Rückenmark zweigen 38 Nervenpaare ab: acht vom Halsmark, 13 vom Brustmark, sieben vom Lendenmark, drei vom Kreuzmark und sieben vom Schwanzmark.
Die Luftröhre verläuft links von der Speiseröhre. Einige Knorpelspangen sind c-förmig und rückenseitig nicht vollständig geschlossen. Die Lunge wiegt etwa 400 Milligramm und der rechte Lungenflügel weist vier Lappen, der linke drei Lappen auf.
Etwa 40 Prozent der Tiere weisen einen unvollständigen Arterienring des Hirns auf. Das Herz wiegt etwa 420 Milligramm. Der Thymus bleibt bei erwachsenen Tieren bestehen und ist in zwei Lappen gegliedert, die vollständig oder, bei Jungtieren, zu etwa zwei Dritteln im Brustkorb liegen.
Die Milz wiegt etwa 130 Milligramm und liegt in der linken Rippenbogengegend.
Die Schilddrüse ist zweilappig, gelblich und liegt seitlich sowie mittseits des Kehlkopfes. Die Nebenschilddrüsen liegen leicht seitlich vor den vorderen Schilddrüsenpolen. Die Nebennieren liegen mittseits vom vorderen Nierenpol und ihre Masse ist im Vergleich zum Körpergewicht vergleichsweise hoch.
So beträgt das Verhältnis zwischen ihrer Masse und dem Körpergewicht das Drei- bis Vierfache von dem der Ratte.
Die linke Nebenniere wiegt etwa 30 Milligramm, die rechte etwa 25 Milligramm.
Die Bauchspeicheldrüse besteht aus dem Körper, einem rechten sowie einem linken Flügel und wiegt etwa 220 Milligramm. Die Leber besteht aus einem linken, einem rechten sowie einem Mittelteil und wiegt etwa 4,6 Gramm. Die Gallenblase ist bohnenförmig.
Der Magen ist einhöhlig zusammengesetzt aus einer als Blindsack ausgebildeten, großen Vormagenabteilung sowie einer kleinen Drüsenmagenabteilung und kann bei Männchen fast vollständig in den Brustkorb verlagert sein.
Der Zwölffingerdarm besteht aus dem Anfangsteil, dem absteigenden sowie dem aufsteigenden Teil, der Leerdarm weist durchschnittlich sieben girlandenartige Schlingen auf und der Krummdarm ist sehr kurz. Der Blinddarm ist groß und hakenförmig, gliedert sich in Kopf, Körper sowie Spitze und kann bei Männchen bis zum Brustkorb verlagert sein. Der Grimmdarm gliedert sich in den aufsteigenden, den querverlaufenden sowie den absteigenden Grimmdarm und der Mastdarm ist bei Männchen fast doppelt so lang wie bei Weibchen. Die Gesamtlänge des Darms beträgt etwa 54,5 Zentimeter.
Die Nieren sind bohnenförmig, einwarzig-glatt und dunkelbraunrot. Sie sind etwa 13 Millimeter lang und 8 Millimeter breit, die linke Niere wiegt etwa 370 Milligramm, die rechte 360 Milligramm. Bis auf die Bauchfläche sind sie von reichlich braunem Fettgewebe umgeben. Die Nierenpapillen sind sehr lang und das Längenverhältnis von Papillen sowie dem Nierenmark zur Nierenrinde ist doppelt so groß wie bei der Ratte. Die Henleschen Schleifen sind extrem lang. Die Harnleiter verlaufen parallel zur hinteren Hohlvene und münden rückenseitig in die Harnblase. Diese ist gefüllt kugelförmig, misst im Durchmesser sieben bis acht Millimeter, ragt auch schwach gefüllt bis in die Bauchhöhle und ist von einem großen v-förmigen Fettpolster unterlegt. Die Harnröhre verläuft beim Weibchen bauchseits von Gebärmutter, Gebärmutterhals sowie Vagina und mündet selbständig auf einem kegelförmigen Vorsprung bauchseits der Vulva. Beim Männchen ist sie in ein etwa zehn Millimeter langes Beckenstück und ein Penisstück unterteilt.
Die Hoden der Männchen sind eiförmig, etwa 13 Millimeter lang, 9,5 Millimeter dick und wiegen etwa 575 Milligramm. Sie liegen vollständig im Scheidenhautfortsatz, der vollumfänglich vom Hodenhebermuskel umfasst wird. Das Funktionsgewebe ist sehr weich und ein Bindegewebskörper ist nicht sichtbar. Die Nebenhoden bestehen aus dem kräftigen Kopf, dem dünnen Körper als Verbindungsstück sowie dem Schwanz, sind grau-gelblich und wiegen einschließlich der anliegenden Fettpolster etwa 1330 Milligramm. Weißes Fettgewebe umgibt den vorderen Hodenpol sowie Teile des Nebenhodens, reicht bis in die Bauchhöhle und führt bei geschlechtsreifen Männchen zu erheblichen Lageveränderungen des Magen-Darm-Trakts nach vorne. Der Samenleiter ist etwa einen Millimeter dick, von einer starken, grauweißen Fettschicht umgeben und es sind äußere und innere Ampullendrüsen ausgebildet. Die Samenblasendrüse ist paarig ausgebildet, die Prostata besteht aus einem vorderen, einem hinteren sowie einem stark gegliederten Mittellappen und die Harnröhrenzwiebeldrüse ist ebenfalls paarig ausgebildet. Der Penis weist eine auffällige Knickung mit nach hinten gerichtetem Endabschnitt auf und seine Gesamtlänge beträgt etwa 22 Millimeter. Er ist vom fibroelastischen Typ und aus zwei Penis- und einem Harnröhren-Schwellkörper aufgebaut. Im hinteren Endabschnitt ist bauchseits der Harnröhre ein fünf bis sechs Millimeter langer Penisknochen eingelagert. Ein kleiner Fortsatz überragt die Harnröhre als Spitzenkappe um etwa einen Millimeter.
Die Penisvorhaut ist etwa acht Millimeter lang und überragt den Penis hinten um zwei bis drei Millimeter. Es sind keine oder zwei Vorhautdrüsen vorhanden. Der Abstand zwischen Vorhautöffnung und Anus beträgt bei erwachsenen Männchen etwa zwölf Millimeter.
Die Eierstöcke der Weibchen liegen im Bereich des fünften bis sechsten Lendenwirbels, der linke Eierstock liegt etwas weiter hinten. Sie sind etwa reiskorngroß und bohnenförmig, wiegen etwa acht bis neun Milligramm und sind etwa vier bis fünf Millimeter lang. Die Eileiter sind stark geschlängelt und etwa 18 Millimeter lang. Die Gebärmutter besteht aus zwei vorne liegenden Hörnern und dem hinten liegenden Körper. Die Hörner sind gemessen bis zur Zweigabelung 16 bis 18 Millimeter lang mit einem etwas kürzeren linken Horn bei erwachsenen Weibchen. Die beiden Hörner laufen getrennt nebeneinanderher und münden in einen unpaaren Gebärmutterhalsabschnitt. Der hintere Teil der Gebärmutter erscheint äußerlich einheitlich und die Länge von der Zweigabelung bis zur Vagina beträgt etwa fünf Millimeter. Der äußere Muttermund ist von vier Schleimhautfalten begrenzt und die Vagina ist etwa 15 Millimeter lang.
Der Abstand zwischen Vulva und Anus beträgt bei erwachsenen Weibchen etwa fünf Millimeter.
Die Haut ist dunkel pigmentiert, die Schwanzhaut ist locker
und die Haut weist keine Schweißdrüsen auf.
Das Milchdrüsengewebe der Weibchen kann sich bis über beide Schultern und weit nach hinten in den Dammbereich ausdehnen. Es weist vier Drüsenkomplexe mit je einem Zitzenpaar auf: je eins im Brust-, im Brust-Bauch-, im Bauch- und im Leistenbereich.
Hinter dem Augapfel weist die Nickhaut eine Harder-Drüse auf,
deren Ausführungsgänge sich vor und unterhalb der Nickhaut öffnen.
In der Bauchmitte befindet sich eine Ansammlung von 200 bis 300 holokrinen,
mit Haarfollikeln verbundene, vergrößerte Talgdrüsen.
Diese Bauchdrüse ist bei Männchen etwa 5 mal 25 Millimeter und bei Weibchen etwa 4 mal 15 Millimeter groß.
Große Fettpolster treten im Bindegewebe der Unterhaut, als Umhüllung der Organe und teilweise auch zwischen der Muskulatur auf. Sie bestehen aus braunem und weißem Fettgewebe und sind bei Männchen stärker ausgeprägt als bei Weibchen.

## Körperfunktion
Die Atemfrequenz der Mongolischen Rennratte liegt bei 70 bis 120 und durchschnittlich 90 Zügen pro Minute, die Herzfrequenz bei 260 bis 430 und durchschnittlich 360 Schlägen pro Minute und die Körpertemperatur bei etwa 36 bis 39 und durchschnittlich 38 Grad Celsius.
Hinsichtlich der Umgebungstemperatur ist sie an eine große Bandbreite angepasst. Die Indifferenztemperatur liegt zwischen 30 und 35 Grad Celsius. Bei Temperaturen darüber scheint sie ernsthaft beeinträchtigt zu sein.

### Sinne
Der Gesichtssinn der Mongolischen Rennratte ist an ihr Fluchtverhalten angepasst. Das Blickfeld der Augen beträgt fast 360 Grad und die Gesichtsfelder überschneiden sich nur wenig, so dass räumliches Sehen kaum möglich ist. Da nur wenige Zapfen vorhanden sind, ist die Farbwahrnehmung eingeschränkt, die zahlreichen Stäbchen ermöglichen dagegen gutes Nachtsehen.
Der Gehörsinn ist auf Schall mit Frequenzen zwischen 0,1 und 60 Kilohertz,
insbesondere zwischen 0,2 und 32 Kilohertz, ausgelegt. Mit einem Höhepunkt zwischen drei und fünf Kilohertz ist sie wie andere wüstenbewohnende Nagetiere an tiefere Frequenzen als Maus und Ratte angepasst.
Das sehr gute Hörvermögen im Bereich zwischen einem und vier Kilohertz dient vermutlich der Wahrnehmung von Fressfeinden, da in diesem Bereich keine Laute ausgestoßen werden. Diese konzentrieren sich dagegen hauptsächlich zwischen vier und sechs Kilohertz sowie um zehn Kilohertz und um 15 Kilohertz.
Der Geruchssinn ist sehr gut entwickelt und die Riechzellen der Riechschleimhaut sind zahlreich. Für den Tastsinn und die Orientierung sind die Vibrissen an der Schnauze, über den Augen, an den Körper- und den Beinaußenseiten sowie Druckrezeptoren an den Pfoten verantwortlich.

### Nahrungs- und Wasserstoffwechsel
Bei einer Nahrungsaufnahme von fünf bis sieben Gramm je Tag setzt die Mongolische Rennratte 1,5 bis 2,5 Gramm Kot ab.
Die Bildung der Kotballen erfolgt in der ersten U-Schleife des aufsteigenden Teils des Grimmdarms.
Außerdem wird Vitamin-B-haltiger Blinddarmkot ausgeschieden.
Ein Schleimhautwulst am Übergang vom Magen zur Speiseröhre macht das Erbrechen unmöglich.
Wenn Wasser frei verfügbar ist, verbraucht sie etwa 0,039 Milliliter je Gramm Körpergewicht und Tag. Sie kann Salzwasser mit einer Konzentration von 0,8 Mol Salz je Liter Wasser verwerten. Ohne frei verfügbares Wasser überlebt sie gut und stabilisiert sich nach einem Verlust von etwa 14 Prozent des Körpergewichts. Im Vergleich zur Ratte, zum Hamster und zum Meerschweinchen nimmt das durchschnittliche Blutplasma-Volumen dabei nur leicht ab.
Bei einer Wasseraufnahme von vier bis sieben Millilitern je Tag setzt sie drei bis vier Milliliter Urin ab.
Vermutlich kommt dem Blinddarm eine besondere Bedeutung für die Regelung des Wasserhaushalts zu.

### Blut
Das Blutvolumen der Mongolischen Rennratte beträgt durchschnittlich 7,76 Milliliter je 100 Gramm Körpergewicht und das Blutplasmavolumen durchschnittlich 5,27 Milliliter je 100 Gramm Körpergewicht. Bei erwachsenen Tieren liegt der Hämatokritwert bei 43 bis 51 Prozent und die Menge des Hämoglobins bei 10,7 bis 16,5 Gramm je Deziliter. Die Anzahl der roten Blutkörperchen beträgt sieben bis zehn Millionen je Mikroliter, die der weißen Blutkörperchen 3.200 bis 12.200 je Mikroliter
und die der Blutplättchen 400.000 bis 600.000 je Mikroliter.
Das Differentialblutbild ergibt 1,3 bis 5,2 Prozent oder 3.000 bis 4.100 Neutrophile je Mikroliter, 0,07 bis 0,32 Prozent oder bis zu 4.000 Eosinophile je Mikroliter, 0,1 bis 0,28 Prozent oder bis zu 2.000 Basophile je Mikroliter, 0,03 bis 0,25 Prozent oder bis zu 9.000 Monozyten je Mikroliter sowie 5,1 bis 11,8 Prozent oder 32.000 bis 97.000 Lymphozyten je Mikroliter.
Der Anteil der Retikulozyten beträgt 2,0 bis 5,4 Prozent.
Die Halbwertszeit der roten Blutkörperchen ist kurz und liegt bei etwa zehn Tagen. Daher kommt es zur vermehrten Bildung von Retikulozyten und zur Polychromasie. Vor allem bis zur 20. Lebenswoche kommt es zu einer hohen Anzahl roter Blutkörperchen mit basophiler Körnung, die bei unreifen roten Blutkörperchen als Rest zytoplasmatischer Ribonukleinsäure auftritt. Männchen haben höhere Hämatokrit- und Hämoglobinwerte als Weibchen sowie eine höhere Gesamtzahl weißer Blutkörperchen und eine höhere Anzahl im Blut zirkulierender Lymphozyten.
Je Deziliter Blutplasma sind 4,3 bis 12,5 Gramm Plasmaproteine gelöst, davon 1,2 bis 6,0 Gramm Globuline und 1,8 bis 5,5 Gramm Albumin. Die Konzentration von Glucose beträgt 50 bis 135 Milligramm je Deziliter, die von Harnstoff 17 bis 32 Milligramm, von Kreatinin 0,64 bis 1,12 Milligramm, von Cholesterin 90 bis 151 Milligramm, von Bilirubin 1,3 bis 2,5 Milligramm und von Harnsäure 1,1 bis 2,8 Milligramm je Deziliter.
Die Menge Natrium wird mit 143 bis 165 Millimol je Liter, die von Kalium mit 3,9 bis 9,3 Millimol je Liter, von Calcium mit 2 bis 2,5 Millimol je Liter oder mit 3,6 bis 6,0 Milligramm je Deziliter, von Chloriden mit etwa 105 Millimol je Liter und von Phosphor mit 3,7 bis 7,1 Milligramm je Deziliter angegeben.
Die Plasmaproteine einschließlich der Glykoproteine ändern sich mit dem Alter der Tiere.
Die Blutcholesterinwerte steigen nach der Aufnahme von Cholesterin schnell und langanhaltend an und auch bei einer Ernährung mit einem Fettanteil von nur vier bis sechs Prozent kommt es vor allem bei erwachsenen Männchen zu einem hohen Cholesterinspiegel im Blut.

### Drüsen
Für die Verstoffwechselung des Cholesterins ist dessen Umwandlung in Steroidhormone bei der Mongolischen Rennratte wichtiger als bei der Ratte. Ebenso unterscheidet sich die weite Stoffwechselbandbreite der Nebenniere stark von der bei der Ratte. Sie ist reich an Lipiden, anders als bei den meisten Säugetieren produziert sie jedoch nur geringe Mengen Corticosteron.
Die Harder-Drüse setzt durch den Lidschluss Sekret frei, das aus Protoporphyrinen, Fettsäuren
und Pheromonen besteht. Dieses führt durch das Porphyrin zu einer Rotfärbung der Tränen,
wird über den Tränen-Nasen-Gang zu den Nasenlöchern transportiert und zusammen mit dem Speichel beim Putzen über den Körper verteilt.
Das Sekret ermöglicht die Regulierung der Körpertemperatur.
Es isoliert gegen Kälte und Feuchtigkeit und erhöht durch Dunkelfärbung die Lichtabsorption.
Soll die Körpertemperatur gesenkt werden, nimmt die Sekretion ab und der Anteil des Speichels zu, was zur Kühlung durch Verdunstung führt.
Das Sekret der Bauchdrüse ist gelb, moschusartig
und besteht hauptsächlich aus Phenylessigsäure. Die aus den Drüsen vorstehenden, gefurchten und nach hinten gerichteten Haare ermöglichen die optimale Platzierung des Sekrets auf Objekten.
Die Entwicklung der Bauchdrüse ist androgenabhängig
und sie wird mit Beginn der Geschlechtsreife aktiv.
Vor allem bei dominanten Männchen ist sie gut entwickelt, bei anderen Männchen sowie dominanten Weibchen ist sie ebenfalls aktiv und nur bei untergeordneten Weibchen mit verzögerter Geschlechtsreife ist sie klein und inaktiv.
Weibchen haben während Trächtigkeit und Milchabgabe eine vergrößerte Bauchdrüse.
Kastration führt zur Rückbildung, die Verabreichung von Testosteron kehrt diesen Vorgang jedoch um. Die Drüse kann bei Männchen und Weibchen mit vorhandenen Geschlechtsdrüsen durch Serum-Gonadotropin trächtiger Weibchen stimuliert werden und spricht bei Weibchen vor der Geschlechtsreife auf Progesteron und Testosteron an.

## Genetik
| Karyotyp | Karyotyp |
| -------- | -------- |
| 2n = 44  | NF = 78  |

Der doppelte Chromosomensatz der Mongolischen Rennratte weist 44 Chromosomen auf. 22 Autosomen sind metazentrisch, 10 submetazentrisch und 10 akrozentrisch. Das X-Chromosom ist groß und submetazentrisch, das Y-Chromosom kleiner und ebenfalls submetazentrisch. Die Anzahl der Chromosomenarme beträgt somit 78.
Hinsichtlich des nukleären Chromatins der Zellen mehrerer Organe existiert ein Geschlechtsdimorphismus.

## Lebensraum und Lebensweise

### Lebensraum

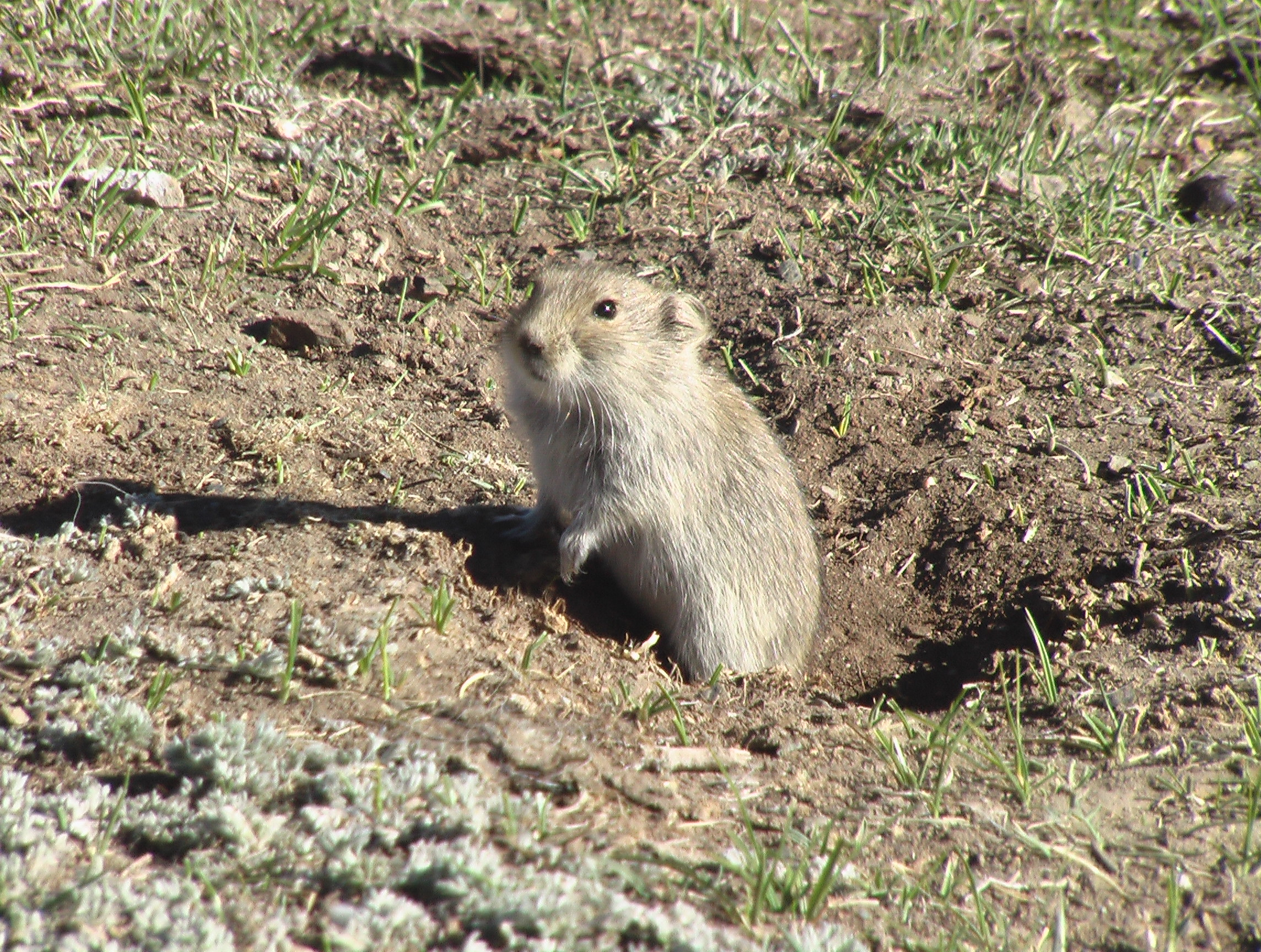
Die Mongolische Rennratte bewohnt häufig denselben Lebensraum wie die Brandt-Steppenwühlmaus sowie deren Baue.

Der Lebensraum der Mongolischen Rennratte sind Steppen, Halbwüsten, Wüsten und Grasländer. In Gebieten mit Tonböden, auf Ackerland und an Dämmen ist sie häufig, in gebirgigem Gelände dagegen gar nicht anzutreffen.
Ihr bevorzugter Lebensraum sind Halbwüsten mit Getreide-Salzkraut-Erbsenstrauch-Gesellschaften sowie mit Salpeterkraut bewachsene Dünen. Sie kann sich jedoch leicht an felsige Lebensräume anpassen sowie an verhältnismäßig feuchte Gebiete, die mit der Schwertlilie Iris tenuifolia und Bocksdorn bewachsen sind. Von Süden nach Norden bevorzugt sie zunehmend leichte, trockene Böden sowie den menschlichen Siedlungsbereich. So kann sie im nördlichen Teil ihres Verbreitungsgebiets am besten beobachtet werden. Im Osten der Mongolei sind 36 Prozent der auf Gehöften anzutreffenden Nagetiere Mongolische Rennratten.
Im Norden und Nordosten Chinas bewohnt sie Sandwüsten.
In der Inneren Mongolei kommt sie in Wüstensteppen und einer Vielzahl anderer Lebensräume vor. Sie bevorzugt als Weideland und zum Anbau von Kartoffeln genutzte Steppen mit Sandböden und spärlichem, unterbrochenem Bewuchs aus Gras, Kräutern sowie Sträuchern. Das Klima ist kontinental und halbtrocken mit kaltem und trockenem Winter sowie heißem Sommer. Die jährlich etwa 300 Milliliter Niederschlag fallen hauptsächlich von Juni bis August als Regen und von Oktober bis April als Schnee, der 20 Tage am Stück liegen bleiben kann. Die Monatsmitteltemperatur beträgt im Januar etwa minus 20 Grad und im Juli etwa plus 21 Grad Celsius, wobei Temperaturen von minus 40 Grad und plus 50 Grad Celsius erreicht werden können. Im Frühling sind starke Winde häufig.
Im Sommer kann der Bewuchs zeitweise hauptsächlich aus dem Sievers-Beifuß bestehen.
Im Süden der Mongolei bevorzugt die Mongolische Rennratte sandige Böden nicht sonderlich und kommt auf eher festen Böden vor. Im Nordosten der Mongolei ist sie in Getreide-Steppen und auf mit Erbsenstrauch bewachsenen, kleinen Sandhügeln anzutreffen sowie auf Salzböden und in Salzsümpfen, die mit Salzkraut bewachsen sind. Am zahlreichsten ist sie gewöhnlich auf Abfallhaufen am Rande von Gemüsegärten.
In der Altai-Gobi lebt sie in mit Getreide, Salzkraut sowie Bocksdorn bewachsenen Halbwüsten und ist in den Schluchten häufig. In der Trans-Altai-Gobi ist sie in den Oasen sowie in den mit dem Salpeterkraut Nitraria sibirica bewachsenen Dünen anzutreffen. Am zahlreichsten ist sie jedoch in den Tälern der Flüsse, nahe Ackerland und menschlicher Siedlungen sowie ebenfalls in Abfallhaufen. Sie wurde in der flachen, kargen Steppe südlich des Tannu-ola-Gebirges beobachtet. Im Nordwesten der Mongolei meidet sie die sandigen Sicheldünen, ist jedoch in den flachen Salzkraut-Ebenen recht zahlreich.
In Tuwa lebt sie hauptsächlich auf Ackerland, auf den Ablagerungen von Sedimenten der höheren Wermut-Getreide-Steppen
sowie in den Wüstensteppen und auf den vom Kleinblättrigen Erbsenstrauch bewachsenen, älteren Ablagerungen der niederen Höhenlagen. In der Region um den Baikalsee fehlt sie in gemischten Graslandsteppen, in felsigen sowie in sumpfigen Gebieten. Sie kommt dort nahe menschlicher Siedlungen und häufiger in Wermut-Steppen, in Salzgebieten sowie auf Acker- und Weideland vor. Zudem bewohnt sie trockene Sandsteppen, die mit Kleinblättrigem Erbsenstrauch sowie Weißem Wermut bewachsen sind, und ist in Steppen mit leichten, lehmigen Böden sowie verschiedenartigem, gemischtem Getreide-Gras-Bewuchs anzutreffen. Dort kommt sie auf Ackerland mit Buchweizen-, Hirse- sowie Weizen-Anbau vor und ist auf den künstlichen Erddämmen von Eisenbahn, von Straßen mit und ohne Deckschicht sowie von Anlagen zur Bewässerung recht zahlreich. Sie gräbt Baue in Abfallhaufen sowie Erdbaue und meidet unberührte Böden.

### Populationsdichte
Die Populationsdichte der Mongolischen Rennratte ist abhängig von Bodenbedingungen, Niederschlägen und der Schneedecke von Jahr zu Jahr sehr veränderlich
und kann unter manchen Bedingungen außergewöhnlich hoch sein.
Einen Hinweis auf die Dichte in einem Gebiet gibt die Anzahl der Baue und ihrer Eingänge.
So wurde bei Xilin Hot im Osten der Inneren Mongolei ein Verhältnis von etwa 5:1 zwischen Eingängen und Tieren festgestellt. Auf Brachland nahe Kartoffelfeldern wurden im Juni 1984 bei einer Dichte von etwa 90 Tieren je Hektar 460 bis 470 Eingänge gezählt, auf Kartoffelfeldern 356 bis 390 Eingänge je Hektar, auf sonstigem Brachland 240 Eingänge je Hektar, auf Weideland 236 Eingänge je Hektar sowie auf gemischtem Strauch-, Brach- und Ackerland 214 bis 252 Eingänge je Hektar.
Die Dichte nahm im Verlauf des Sommers vermutlich noch zu. Dagegen betrug sie im Siziwang-Banner im Zentrum der Inneren Mongolei in Spitzenjahren nur etwa 30 Tiere je Hektar.
In den flachen Salzkraut-Ebenen im Nordwesten der Mongolei wurden 50 bewohnte Baue je Hektar festgestellt
und in der mongolischen Getreide-Erbsenstrauch-Wüste im Mai 1944 eine durchschnittliche Anzahl von 42 Eingängen je Hektar, in Dünen-Gebieten eine Anzahl von 504 Eingängen je Hektar sowie in den Dükern entlang von Straßen eine Anzahl von 2800 Eingängen je Hektar. In Daurien wurden in ähnlichen Dükern 740 bis 1420 Eingänge je Hektar und auf Sedimentablagerungen 2500 Eingänge je Hektar gezählt, in unberührten Böden dagegen nur 30 bis 32 Eingänge je Hektar. Andere Zählungen kamen in Daurien auf 32 Baue mit 760 Eingängen je Hektar bei einer zeitweise geringeren durchschnittlichen Dichte. In der Baikalregion wurden in Wermut-Steppen sechs Tiere je Hektar gezählt, in Salzgebieten bis zu 15 Tiere je Hektar und auf Acker- sowie Weideland bis zu 90 Tiere je Hektar. Für Tuwa wurde von 70 bis 176 Tieren je Hektar berichtet, was jedoch übertrieben sein könnte.

### Ernährung und Vorräte
Die Mongolische Rennratte ist ein Pflanzenfresser und ihre Ernährung wird durch die Samen und den Grünteil vieler Pflanzen bestimmt. Sie frisst aber auch Insekten. Rennmäuse können Grashüpfer fangen und mit ihren Vorderpfoten das Insekt so drehen, dass sie an dessen Kopf mit dem Fressen beginnen. Im Sommer bevorzugt die Mongolische Rennratte grüne Pflanzenteile, insbesondere von Hanf, Gänsefüßen, Buchweizen, Melden und der Strauchmelde Atraphaxis scoparia, im Winter Samen und Früchte. Die Zusammensetzung der Nahrung ist von Region zu Region unterschiedlich.
In den hauptsächlich mit Sievers-Beifuß bewachsenen Steppen im Osten der Inneren Mongolei ernährt sie sich von dessen Stängeln und Blättern sowie vom Beifuß Artemisia commutata, vom Hügel-Salzkraut, von der Grünen Borstenhirse und vom Strandroggen Leymus chinensis. Vermutlich ernährt sie sich auch von Sämlingen und Wurzeln.
Auf dem Ackerland Dauriens und Tuwas werden hauptsächlich die Samen von Feldfrüchten verzehrt. Auf Brachland umfasst die Nahrung Getreide, Wermut sowie verschiedene Gänsefußgewächse, Korbblütler und Hülsenfrüchtler. Hafer wird gegenüber Weizen als Nahrung bevorzugt.
Im Südosten Dauriens werden als hauptsächliche Nahrung der Mannaklee Alhagi kirghisorum und der Wanzensame Corispermum duriuscula genannt, die in von der Brandt-Steppenwühlmaus aufgegebenen Gebieten wachsen. Mit Beginn der jahreszeitlichen Veränderung der Pflanzendecke beginnt sie sich von wildem Getreide zu ernähren, ohne damit ihren Bedarf decken zu können.
Als Wintervorrat werden die Samen verschiedener Pflanzen genutzt.
So wurden in den Vorratskammern ihrer Baue die Samen von Buchweizen, Weizen, Hirse, Hafer, Borstenhirsen, Gänsefüßen, Erbsensträuchern sowie die Zweige von Wermut gefunden. Die Menge der Samen betrug bis zu 20,5 Kilogramm bei Buchweizen und bis zu 1,4 Kilogramm bei Erbsensträuchern.
Im Süden Dauriens bestehen die Vorräte teilweise aus den Sprossen von Wermut und Salzmelden sowie aus dem Behaarten Liebesgras.
In der Inneren Mongolei enthielten ihre Vorratskammern die Ähren von Leymus chinensis.
Die von September bis März gefüllten Vorratskammern sind von April bis August leer.
Sie enthalten gewöhnlich nur eine Art Nahrung. Diese wird von Mitte August bis in den mittleren Herbst und manchmal bis in den Winter eingetragen, woran sich alle Tiere beteiligen. So können erwachsene Tiere bei der Nahrungssuche sehr häufig zusammen mit ihrem halbwüchsigen Nachwuchs beobachtet werden.
Während beim Eintragen hinsichtlich des Alters und Geschlechts kein Unterschied festgestellt werden konnte, gibt es teilweise erhebliche Unterschiede bei einzelnen Tieren.

### Konkurrenten und Fressfeinde

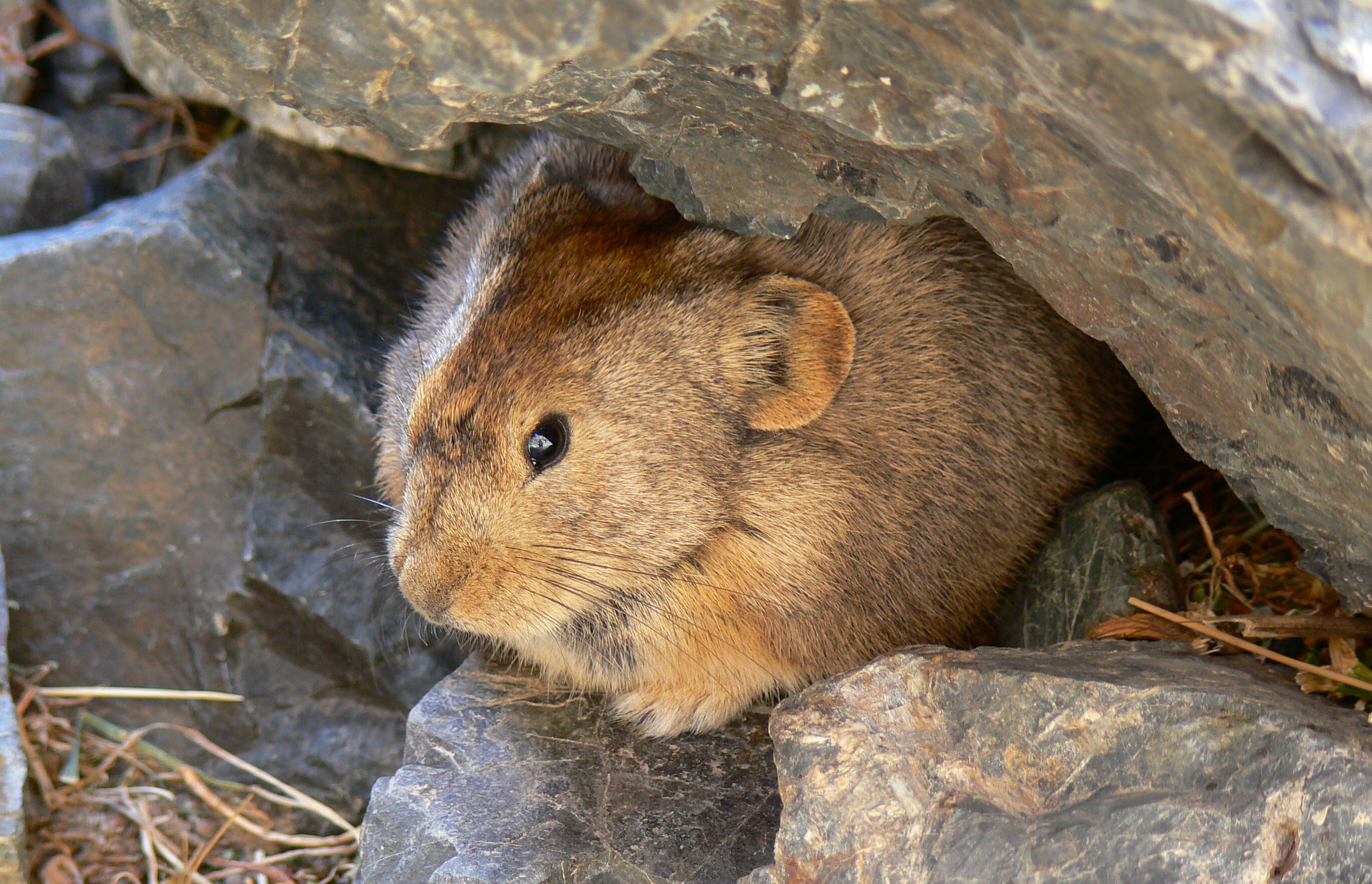
Zu den Nahrungskonkurrenten der Mongolischen Rennratte gehört der Daurische Pfeifhase.

Zu den Nahrungskonkurrenten der Mongolischen Rennratte gehören der Daurische Ziesel, der Daurische Pfeifhase und der Daurische Zwerghamster.
Im Osten der Inneren Mongolei wird ihr Lebensraum als Weideland für Schafe, Rinder und Pferde genutzt.
Ein wesentlicher Fressfeind ist der Uhu, in dessen Gewölle sich Überreste der Mongolischen Rennratte fanden. Steppeniltisse und Mauswiesel wurden dabei beobachtet, wie sie in den Bauen der Rennmäuse verschwanden. Deren Aktivität nahm bei mehrtägiger Anwesenheit von Mauswieseln deutlich ab. Weitere mögliche Fressfeinde sind das Altaiwiesel, der Rotfuchs, der Wolf, Hirtenhunde sowie der Hochlandbussard.

### Altersstruktur, Geschlechterverteilung und Lebenserwartung
Von 126 im Juni 1984 im Osten der Inneren Mongolei gefangenen Tieren waren 19 Prozent Jungtiere, 54 Prozent halbwüchsige und 27 Prozent erwachsene Tiere.
Vier Prozent waren wahrscheinlich mindestens acht oder neun Monate alt, wurden also spätestens im Herbst des Vorjahres geboren. Von den Jungtieren waren 42 Prozent männlich, von den halbwüchsigen 58 Prozent und von den fortpflanzungsfähigen Tieren 68 Prozent. Neun der elf gefangenen erwachsenen Weibchen waren entweder trächtig oder säugend und mindestens elf halbwüchsigen Weibchen sowie 29 halbwüchsigen Männchen stand die Fortpflanzungsfähigkeit unmittelbar bevor.
Die durchschnittliche Lebenserwartung der Mongolischen Rennratte beträgt in der Natur vermutlich nicht mehr als drei bis vier Monate. Ein markiertes, erwachsenes Weibchen wurde nach fast einem Jahr ein zweites Mal gefangen, nachdem es seinen zweiten Winter verbracht hatte. So liegt die maximale Lebenserwartung in der Natur bei etwa zwei Jahren oder etwas darüber und innerhalb eines Jahres ist eine Population gewöhnlich vollständig erneuert.
In Gefangenschaft beträgt die Lebenserwartung dagegen gewöhnlich drei bis vier Jahre.

### Bau
Der Bau der Mongolischen Rennratte dient als Schutz vor extremen Temperaturen, Regen und Schnee, starken Winden sowie vor Fressfeinden.
In trockenem Sand- oder Tonboden angelegt unterscheidet er sich je nach Landschaftsform.
Er ist verhältnismäßig einfach oder aufwendig strukturiert, gewöhnlich fünf bis sechs Meter und bis zu 14 Meter lang. Die meist fünf bis zehn Eingänge öffnen sich waagerecht oder schräg zur Erdoberfläche. Im zentralen Teil der Anlage liegen eine Nestkammer und ein oder zwei Vorratskammern. Die Nestkammer befindet sich im Sommerbau gewöhnlich in einer Tiefe von 40 bis 45 Zentimetern und im Winterbau in einer Tiefe von 110 bis 150 Zentimetern. Die mit 45 bis 60 Zentimetern meist nicht sehr tief liegenden Gänge messen etwa vier Zentimeter im Durchmesser. Das runde Nest ist gewöhnlich 15 bis 40 Zentimeter lang und 13 bis 20 Zentimeter breit. Nahe bebautem Land besteht es aus den Blättern und Sprossen von Buchweizen und Hirse, sonst von Süß- und Sauergräsern, daneben aus Haaren und Federn sowie manchmal aus Abfällen.
Vorübergehende Baue befinden sich in einem Umkreis von 10 bis 20 Metern um den eigentlichen Bau herum. Diese sind nicht länger als zwei bis vier Meter und weisen ein bis drei Eingänge auf. Manchmal enthalten sie kleine Kammern, in denen Nahrungsreste gefunden werden können. Häufig benutzt die Mongolische Rennratte die Baue der Brandt-Steppenwühlmaus.

### Aktivität, Sozialität und Mobilität
Die Mongolische Rennratte ist tag- und nachtaktiv, im Winter jedoch hauptsächlich tagaktiv, und hält weder Winter- noch Sommerschlaf.
Sie bevorzugt den frühen Morgen und den frühen Abend,
ist jedoch selbst bei Temperaturen über 38 Grad Celsius im Sommer und unter 0 Grad im Winter auf der Erdoberfläche aktiv.
Während der heißen Jahreszeit ist sie mittags nicht aktiv, im Frühling sowie im Herbst ist sie in kalten Nächten ebenfalls inaktiv und im Winter erscheint sie nur an warmen Tagen auf der Erdoberfläche. Wenn das Wetter kalt und windig ist, verlässt sie den Bau nicht und ernährt sich von ihren Vorräten. Am aktivsten ist sie während der Fortpflanzungsperiode und beim Eintragen der Vorräte.
Sie lebt in Kolonien, bevorzugt in Familienverbänden, die ihre Baue gemeinsam verteidigen.
Im Südosten Dauriens wurden im Sommer ein bis drei erwachsene Männchen, zwei bis sieben erwachsene Weibchen und insgesamt 3 bis 14 Tiere in einem Bau gefangen. Auch den Winter verbringen Familiengruppen bestehend aus Eltern und deren letztem Wurf im selben Bau. Wie die Große Rennmaus lebt sie jedoch nicht ausschließlich in kleinen Familiengruppen, sondern in etwas größeren Gruppen, die aus mehreren erwachsenen Männchen und Weibchen, Halbwüchsigen sowie Jungtieren verschiedener Generationen bestehen können. So suchen Tiere benachbarte Baue auf, die manchmal miteinander verbunden sind. Fremde Artgenossen werden dagegen verjagt,
im Vergleich zu anderen Rennmäusen ist sie jedoch gesellig und äußerst duldsam gegenüber Artgenossen.
Im November können häufig ihre Pfiffe gehört werden, die denen des Daurischen Pfeifhasen ähneln, jedoch etwas leiser und melodischer sind. Im Frühling ist sie dagegen eher still. Gefahr signalisieren die Tiere einander durch das Trommeln mit den Hinterpfoten.
Im Sommer legt die Mongolische Rennratte täglich Strecken von 1,2 bis 1,8 Kilometern zurück.
Dabei sind ihre Bewegungen nicht zielgerichtet und überschreiten niemals die Grenzen ihres sich über 700 Meter ausdehnenden Aktionsraums. Sie ist sehr mobil und die Bestände verschiedener Baue vermischen sich im Sommer und Herbst sehr stark. So ergaben Untersuchungen markierter Tiere im Südosten Dauriens bei erwachsenen Männchen Schwankungen von 10 bis 32 Prozent im Bestand, bei erwachsenen Weibchen von 18 bis 52 Prozent und bei Jungtieren von 22 bis 28 Prozent. Zwischen März und August betrug der Anteil der erstmals gefangenen Tiere in jedem Bau zwischen 72 und 89 Prozent. Über einen Zeitraum von 120 Tagen konnten in 43 Prozent der Baue ein bis sechs Tiere gefangen werden, in 44 Prozent der Baue 7 bis 16 Tiere und in 13 Prozent der Baue 17 bis 22 Tiere. Die meisten Tiere wurden in den größten Bauen oder in denen entlang der Wanderwege gefangen. Bei einem erwachsenen Weibchen dauerte die längste Nutzung desselben Baus von Mai bis August, bei einem erwachsenen Männchen von März bis Juni und bei einem weiblichen Jungtier 3,5 Monate.
Wenn sich das Nahrungsangebot erheblich verschlechtert, kann es zu Wanderungen kommen.
Dabei sind Entfernungen zwischen 15 und 20 Kilometern, entlang von Straßen vereinzelt bis 40 Kilometern und in einem Fall von 50 Kilometern bekannt.

## Fortpflanzung und Entwicklung

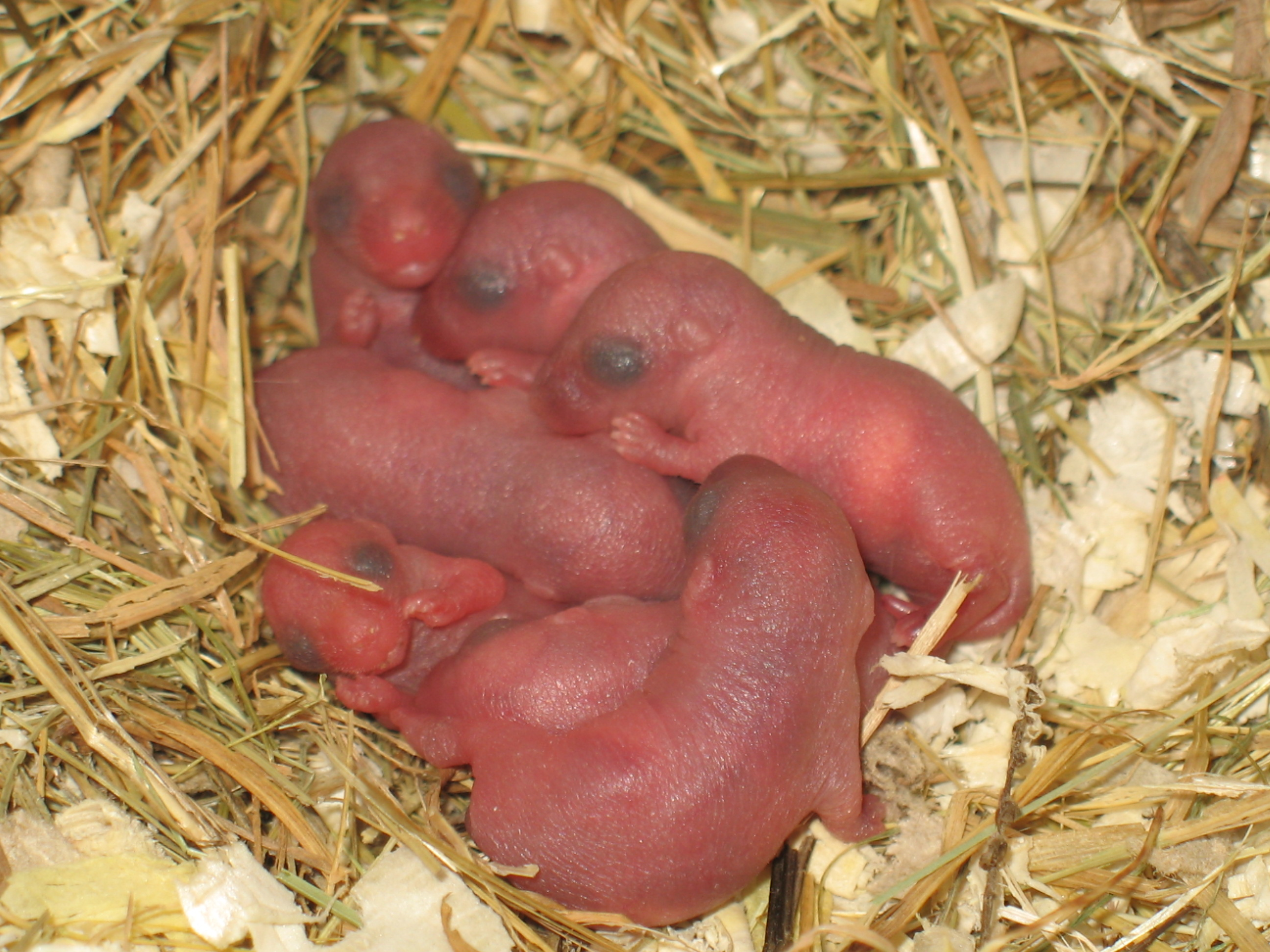
Mongolische Rennratten sind auch zwei Tage nach der Geburt noch nackt und blind.

Die Fortpflanzung der Mongolischen Rennratte findet hauptsächlich im Februar bis September statt.
So waren bei Untersuchungen in Daurien im Februar 90 Prozent der Weibchen trächtig, im März waren es 13 bis 27 Prozent, im April bis Mai 38 bis 50 Prozent, im Juni 30 bis 33 Prozent, im Juli 0 Prozent und im August bis September 0 bis 33 Prozent. Pro Jahr brachten die Weibchen bis zu drei Würfe zur Welt und die Jungtiere des ersten Wurfes begannen noch im selben Jahr mit der Fortpflanzung. Durch eine kürzere Fortpflanzungsperiode gibt es in der Mongolei dagegen nur zwei Würfe pro Jahr, vereinzelt auch einen dritten Wurf im September.
Die Paarung spielt sich gewöhnlich nachts ab. Das Männchen klopft während des Werbens mit den Hinterbeinen und begattet das Weibchen mehrmals.
Nach einer Tragzeit von 29 bis 30 Tagen werden zwei bis elf Jungtiere geboren; im Schnitt sind es 6,4.
Die Tragzeit in Gefangenschaft wird dagegen meist mit 24 bis 26 Tagen, jedoch auch mit 19 bis 21 Tagen angegeben.
Während dieser Zeit nimmt das Weibchen um 10 bis 30 Gramm zu.
Die Wurfgröße beträgt in Gefangenschaft ein bis zwölf, meist vier bis sechs und im Schnitt fünf Jungtiere.
Zur Geschlechterverteilung bei der Geburt gibt es widersprüchliche Angaben: So soll die Verteilung entweder ausgeglichen sein oder die männlichen Tiere sollen überwiegen. Die Jungtiere werden am Tag oder in der Nacht geboren und gewöhnlich verzehrt das Muttertier die Nachgeburt und eventuelle Totgeburten.
Am Nestbau und an der Pflege der Jungtiere beteiligen sich sowohl das Männchen als auch das Weibchen.
Die Weibchen der Mongolischen Rennratte durchlaufen viele Sexualzyklen pro Jahr,
deren Länge vier bis sechs Tage beträgt; im Schnitt sind es vier Tage.
Vaginalabstriche lassen drei Zyklusphasen erkennen.
Die Brunst dauert 12 bis 18 Stunden lang an und führt zu einem spontanen Eisprung.
Direkt nach der Geburt sind die Weibchen wieder brünstig. Zuvor jungfräuliche, geschlechtsreife Weibchen stoßen innerhalb von fünf Tagen nach der Begattung durchschnittlich 5,4 Eizellen aus; beim ersten Eisprung nach einer Geburt sind es durchschnittlich 5,6 Eizellen. Acht bis zwölf Stunden nach der Begattung und etwa vier Stunden nach dem Eisprung dringen die Spermien in die Eizellen ein. Sie weisen eine sich fein verjüngende Spitze auf und scheinen beim Eindringen ihre Kopfkappe zu verlieren. Die erste Furchung der Eizellen ist 22 bis 24 Stunden später abgeschlossen, die zweite schätzungsweise mehr als 30 Stunden nach der ersten und weitere Furchungen treten in Abständen von 20 bis 24 Stunden auf. Sechs Tage nach der Paarung und 102 Stunden nach dem Eisprung befinden sich die Eizellen hauptsächlich als Blastozysten mit mehr als 30 Zellen in der Gebärmutter. Möglicherweise verzögert sich die Einnistung der Eizellen, wenn mehr als zwei Jungtiere gesäugt werden. Auch auf die Möglichkeit einer Scheinträchtigkeit von 13 bis 23 Tagen Dauer gibt es Hinweise. Während die Fortpflanzungsfähigkeit der Weibchen letztlich endet, kann es noch nach der Geburt des letzten Wurfes zum Eisprung und zur Paarung kommen.
Als Nesthocker kommt die Mongolische Rennratte nackt und rosafarben mit verschlossenen Augen und Ohren zur Welt.
Das Geburtsgewicht beträgt 3 Gramm, am zehnten Tag wiegen die Jungtiere 7 Gramm, nach einem Monat 23 Gramm, nach zwei Monaten 40 bis 41 Gramm, nach drei Monaten 46 Gramm und nach fünf Monaten 48 bis 60 Gramm. Im Frühling geborene Tiere erreichen bis zum Herbst ein Körpergewicht von 60 bis 70 Gramm und eine Körperlänge von 110 bis 120 Millimetern. Ähnliche Maße erreichen im Sommer geborene Tiere bis zum Frühling. Bis zu einem Alter von 20 bis 25 Tagen werden die Jungtiere gesäugt.
Das Geburtsgewicht in Gefangenschaft wird mit 2,5 Gramm angegeben. Vom 2. bis zum 5. Tag nach der Geburt entfalten sich die Ohrmuscheln, die ersten Haare entwickeln sich am 6. oder 7. Tag, der Durchbruch der Schneidezähne erfolgt zwischen dem 10. und dem 16. Tag und die Augen öffnen sich zwischen dem 16. und dem 20. Tag.
Die Jungtiere nehmen ab dem 16. Tag feste Nahrung zu sich, sie werden jedoch in Gefangenschaft noch bis zu einem Alter von 20 bis 30 Tagen und einem Körpergewicht von 12 bis 18 Gramm gesäugt. Dann können sie sich selbständig von Samen ernähren.
Der Hodenabstieg erfolgt zwischen dem 28. und 45. Tag und die Vagina öffnet sich zwischen dem 40. und 76. Tag. Weibchen werden nach 65 bis 85 Tagen geschlechtsreif, Männchen nach 70 bis 85 Tagen.
In Gefangenschaft pflanzen sich die Weibchen gewöhnlich im Alter von 7 bis 20 Monaten fort, Männchen auch im Alter jenseits von 24 Monaten.

## Verbreitung und Bestand

### Verbreitung
Das Verbreitungsgebiet der Mongolischen Rennratte sind die Mongolei und angrenzende Gebiete im Norden Chinas, in der Mandschurei und im Süden Sibiriens.
In der Mongolei kommt sie in der Großen Seensenke, dem Tal der Seen, dem südlichen Changai-Gebirge, im nordöstlichen Changai-Gebirge entlang der Flussläufe von Orchon und Selenge, in der Mittel-Chalcha, der Nord-Gobi und der Ost-Mongolei vor.
In China ist sie im Zentrum und Norden der Inneren Mongolei sowie vom Osten Gansus über den Norden Ningxias, Shaanxis und Shanxis bis Hebei und Liaoning verbreitet.
Östlich kommt sie bis Manjur und Hailar in der Inneren Mongolei sowie Tongyu und Changchun in Jilin vor, südlich bis Chifeng und Hohhot in der Inneren Mongolei und bis ins Ordos-Plateau nordwestlich von Jingbian in Shaanxi. Von Funden aus dem Hami-Gebirge und dem Bogda-Gebirge wurde berichtet,
jedoch ist ihr Vorkommen in Xinjiang umstritten.
Aus den Steppen Dauriens war sie bis 1939 nicht bekannt,
in den 1940er Jahren entstanden jedoch zwei durch mehr als 300 Kilometer von ihrem Hauptverbreitungsgebiet getrennte Populationen am Unterlauf des Orchon und am Unda. Sie erreichte diese Nordgrenze vermutlich indem sie eingeschleppt wurde.
Über Kjachta und Dschida in Burjatien und Borsja in der Region Transbaikalien
verbreitete sie sich weiter nach Norden, Osten und Westen über den Jenissei und bis nach Tuwa.
Den Süden Tuwas erreicht sie über die Große Seensenke in der Mongolei. Im Westen und Osten des Tannu-ola-Gebirges kommt sie bis in eine Höhe von 2100 Metern über dem Meeresspiegel vor.

### Fossilfunde
Fossilfunde der Mongolischen Rennratte sind aus dem Altpleistozän Dauriens bekannt.

### Bestand
Die Weltnaturschutzunion IUCN stufte die Mongolische Rennratte 2008 als nicht gefährdet (least concern) ein. Dies wird mit ihrer Populationsgröße und weiten Verbreitung begründet. Ein Populationsrückgang konnte nicht festgestellt werden, sie ist eine häufige Art und kommt in zahlreichen Schutzgebieten vor. So liegen in der Mongolei etwa sechs Prozent ihres Verbreitungsgebiets in Schutzgebieten. Obwohl sie als Schädling bekämpft und durch Flurbrände und möglicherweise Lebensraumzerstörung durch das Grasen einer zunehmenden Zahl von Vieh beeinträchtigt wird, sind keine wesentlichen, großflächigen Gefährdungen bekannt. Jedoch werden weitere Untersuchungen der Populationsgröße und -entwicklung empfohlen.

## Systematik und Nomenklatur

### Äußere Systematik
Innerhalb der Rennratten ordnen
Ellerman und Morrison-Scott (1951),
Musser und Carleton (1993),
Pawlinow (2003)
sowie Musser und Carleton (2005)
die Mongolische Rennratte als eine von mehreren Arten der Untergattung Pallasiomys zu.
Pawlinow und Rossolimo (1987) führen sie innerhalb dieser Untergattung als einzige Art der Meriones unguiculatus-Gruppe.
Ellerman (1941) erkennt Pallasiomys dagegen nicht an und ordnet die Gruppe der Untergattung Meriones zu.
Laut molekulargenetischen Untersuchungen der mitochondrialen Cytochrom-b- und 12S-rRNA-Gene ist die Mongolische Rennratte enger mit der Mittagsrennratte als mit der Libyschen Rennratte, der Königsrennratte und der Sundevall-Rennratte verwandt.

### Innere Systematik
Eine Unterteilung der Mongolischen Rennratte in Unterarten haben Pawlinow und Mitarbeiter (1990) nicht überprüft.
Denys (2017) unterscheidet keine Unterarten, sondern hält die Art für monotypisch.
Gulotta (1971) erkennt dagegen vier Unterarten an:
- Meriones unguiculatus unguiculatus  (Milne-Edwards, 1867) mit dem Synonym chihfengensis  Mori, 1939 in der Mongolei und in China außer der Mandschurei,[83]
- Meriones unguiculatus kozlovi  (Satunin, 1903) [auch koslovi geschrieben[84]] im Westen der Mongolei[83] und in Tuwa,[85]
- Meriones unguiculatus kurauchii  Mori, 1930 in der Mandschurei[83] und
- Meriones unguiculatus selenginus  (Heptner, 1949)[78] im Süden Dauriens.[83]

Corbet (1978) unterscheidet nur die Nominatform Meriones unguiculatus unguiculatus und Meriones unguiculatus selenginus. Die Namen chihfengensis, koslovi und kurauchii ordnet er als Synonyme der Nominatform zu.
Gromow und Jerbajewa (1995) nennen dagegen auch Meriones unguiculatus koslovi in Tuwa als weitere mögliche Unterart. Die Fellfarbe der Mongolischen Rennratte werde nach Süden hin heller, die Länge des Schwanzes nehme zu und die dunkelste sowie kurzschwänzigste Form sei Meriones unguiculatus selenginus in Daurien.
Laut Smith und Hoffmann (2008) kommt in China nur die Nominatform vor.
Ellerman (1941) führt Meriones kozlovi noch als eigenständige Art in der Meriones libycus-Gruppe.
Meriones kurauchii listet er als nicht näher zugeordnete, eigenständige Art.
Allen (1940) ordnet kozlovi und chihfengensis als Synonyme Meriones unguiculatus zu. Die Unterseite von kozlovi sei zwar als klarer weiß beschrieben worden ohne die bei unguiculatus manchmal vorkommende gelbliche Färbung, der Unterschied scheine jedoch keine Anerkennung als eigenständige Unterart zu rechtfertigen. Dieses Merkmal sowie das beinahe ovale Zwischenscheitelbein seien vermutlich starker Streuung unterworfen.
Chaworth-Musters und Ellerman (1947) ordnen koslovi, kurauchii und chihfengensis ebenfalls Meriones unguiculatus zu.
Ellerman und Morrison-Scott (1951) betrachten koslovi und chihfengensis als Synonyme von Meriones unguiculatus unguiculatus, erkennen jedoch Meriones unguiculatus kurauchii provisorisch als weitere Unterart an, da sie keine Exemplare aus der Mandschurei sichten konnten.

### Nomenklatur
Am Morgen des 14. April 1866 erwarb Armand David auf seiner Forschungsreise in die Mongolei drei Exemplare einer ihm bis dahin unbekannten „gelben Ratte“ mit langem, haarigem Schwanz.
Die an das Muséum d’Histoire Naturelle in Paris gesandten Exemplare
wurden 1867 von Alphonse Milne-Edwards als Gerbillus unguiculatus erstbeschrieben.
Ein Typusexemplar legte Milne-Edwards nicht fest.
Anhand des von David veröffentlichten Reisetagebuchs grenzten Chaworth-Musters und Ellermann (1947) den Typusfundort auf Ershisanhao („Eul-che-san-hao“) etwa zehn Kilometer nordöstlich von Zhanggao („Tschang-Kur“) in der Inneren Mongolei (ehemals jedoch im Norden Shanxis) ein.
Milne-Edwards hob die im Vergleich zur Mittagsrennratte schwarzen und kräftigen Krallen der Mongolischen Rennratte hervor.
So leitet sich ihr Artname unguiculatus (‚mit Krällchen‘) von lateinisch unguicula, einer Verkleinerungsform von unguis (‚Nagel, Kralle‘), ab.
Während einer dreijährigen Forschungsreise durch Zentralasien sammelte Pjotr Kusmitsch Koslow im Altai im Westen der Mongolei weitere Exemplare der Mongolischen Rennratte:
ein Weibchen im August 1899 am Unterlauf des Chowd Gol auf einer Höhe von 4100 Fuß, ein Männchen und ein Weibchen im September 1899 am Südhang des Altai sowie drei Männchen und drei Weibchen am 28. September am „Chaljumgol“ auf einer Höhe von 4200 Fuß. Die Exemplare im Zoologischen Museum der Kaiserlichen Akademie der Wissenschaften in Sankt Petersburg beschrieb Konstantin Alexejewitsch Satunin 1903 als Gerbillus kozlovi.
Chaworth-Musters und Ellerman (1947) grenzten den Typusfundort dieser Form auf den Unterlauf des Chowd Gol ein.
Tamezō Mori sammelte im Oktober ein erwachsenes Männchen in Shuangliao („Cheng-chia-tun“) in der zentralen Mandschurei und beschrieb dieses 1930 als Meriones kurauchii.
Ein weiteres, am 6. Oktober 1933 in Chifeng im Osten der Inneren Mongolei gesammeltes erwachsenes Männchen beschrieb er 1939 als Meriones kurauchii chihfengensis.
Wladimir Georgijewitsch Geptner beschrieb schließlich 1949 eine im Zoologischen Museum der Universität Moskau befindliche Form aus dem Selengagebirge bei Kjachta im Süden Burjatiens als Pallasiomys unguiculatus selenginus.
Oldfield Thomas verwendete 1908 erstmals die Kombination Meriones unguiculatus,
Geptner 1933 erstmals die Kombination Pallasiomys unguiculatus.

## Mongolische Rennratte und Mensch

### Schädling und Krankheitsüberträger
Die Mongolische Rennratte gilt als Schädling im Getreideanbau und ist ein natürlicher Wirt für Erreger von Zoonosen wie der Pest, des Schweinerotlaufs, der alveolären Echinokokkose
und möglicherweise der Schistosomiasis.
Sie ist jedoch weitgehend frei von Endemien und Parasitosen.

### Geschichte und Umfang der Haltung

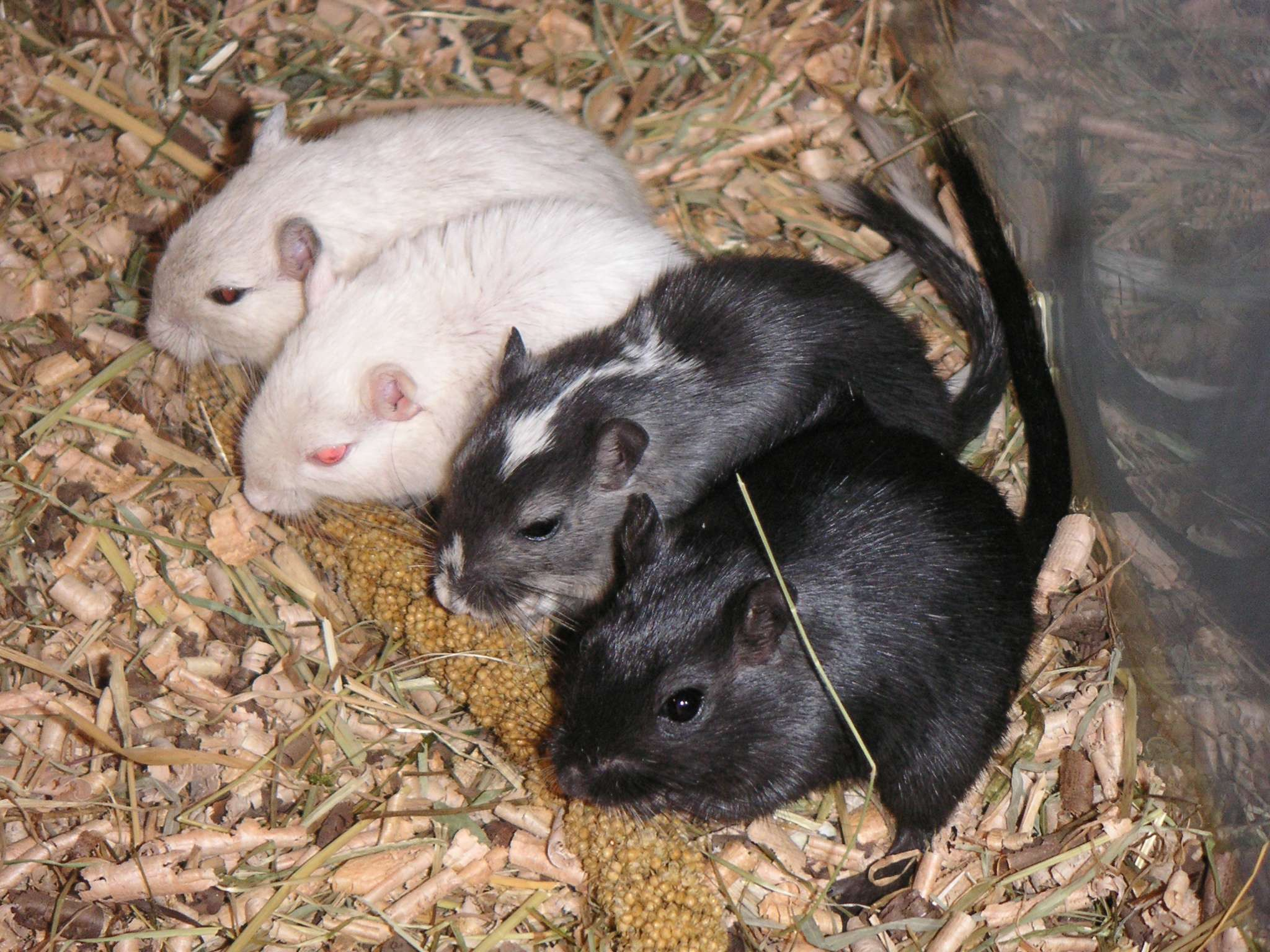
In Gefangenschaft existieren verschiedene Farbschläge der Mongolischen Rennratte.

1935 fing T. Kasuga 20 Paare der Mongolischen Rennratte im Amurbecken im Osten der Mongolei und sandte sie zur Untersuchung von Rickettsien ans Kitasato-Institut in Tokio. Aus diesem Bestand baute Mitchi Nomura
1949 eine weitere Kolonie im Tokioter Zentrallabor für Versuchstiere auf. 1954 sandte sie elf Paare an die zur Produktion von Versuchstieren gegründete Tumblebrook Farm von Victor Schwentker in Brant Lake, New York, wo mit vier Männchen und fünf Weibchen die Nachzucht gelang.
Kurz darauf gelangten die ersten Exemplare in die Heimtierhaltung.
In Europa begann die Haltung als Versuchstier in den 1960er Jahren. 1964 führte J. H. Marston zwölf Paare aus Massachusetts nach Großbritannien ein und gründete eine Kolonie an der Universität von Birmingham. Weitere Exemplare wurden 1995 in der zentralen Mongolei gefangen und mit 60 von diesen gelang die Nachzucht.
Die Mongolische Rennratte ist die am häufigsten als Versuchs- und Heimtier gehaltene Rennmaus.
So werden in den Vereinigten Staaten jedes Jahr etwa 100.000 Exemplare in der Forschung eingesetzt
und 1996 wurden mehr als 760.000 Exemplare in knapp 280.000 Haushalten gehalten.
Sie wird zudem als Futtertier gehalten.
Es existieren verschiedene Farbschläge.

### Einsatz in der Forschung
Die Mongolische Rennratte wird in der Grundlagenforschung,
der medizinischen, der physiologischen und der psychologischen Forschung genutzt.
Ausgiebig wird sie bei der Erforschung des Alterns, des Hörens, von Zahnerkrankungen, von Hormonen, von Krebs, der Ernährung, der Wirkung von Strahlen, der Fortpflanzung, von Infektionskrankheiten und von Schlaganfällen eingesetzt.
Weitere Untersuchungen betreffen den Harn- und Geschlechtsapparat, das periphere und das zentrale Nervensystem.
Sie ist als Modellorganismus zur Erforschung des menschlichen Gehörs geeignet, da die Kurve der Hörempfindlichkeit der des Menschen bis zu einer Frequenz von zehn Kilohertz sehr ähnlich ist und da sie hinsichtlich Mittelohrentzündungen sehr robust ist. In der Zahnmedizin ist sie aufgrund ihrer Anfälligkeit für Parodontitis und Zahnkaries ein geeignetes Modell. Ebenfalls gut geeignet ist sie für Untersuchungen zur Entstehung von Melanomen der Haut. In der Krebs- und der Transplantationsforschung erwies sie sich als vergleichsweise widerstandsfähig gegenüber Röntgenstrahlung.
Ein wichtiges Einsatzgebiet ist die parasitologische Forschung.
So wurde sie als Modellwirt für die Bakterien Bordetella bronchiseptica, Yersinia enterocolitica, Bacillus anthracis, Listeria monocytogenes, Staphylococcus aureus, Clostridium piliforme, Mycoplasma, Mycobacterium leprae, Mycobacterium tuberculosis, Mycobacterium bovis und Leptospira verwendet. Empfänglich ist sie zudem für die Einzeller Leishmania, Toxoplasma und Babesia, den Bandwurm Echinococcus, Filarien und andere Fadenwürmer wie Ascaris, Dipetalonema, Nematospiroides und Trichostrongylus sowie den Großen Leberegel.
Außerdem ist sie hochempfänglich für Virusinfektionen des Atemtraktes sowie alle Viren der Poliovirus- und Coxsackie-Gruppe und daher ein geeignetes Modell zur Entwicklung von Impfstoffen.
Die Mongolische Rennratte wird in vielen pharmakologischen Versuchen eingesetzt.
Gegenüber Hamstern und Mäusen verläuft die späte vorgeburtliche Entwicklung langsamer, so dass eine genaue zeitliche Abstimmung der Verabreichung von Medikamenten und die Erholung der Embryos möglich sind.
Untersucht wurden die Wirkung von Prochlorperazin auf den Stoffwechsel, von den Tranquilizern Reserpin und Chlorpromazin, welche eine Erhöhung der Homovanillinsäure-Konzentration im Gehirn auslösten, von Triethylzinn, Silbernitrat, Pentylenetetrazol, Flurothyl und Cobalt auf Hirnschäden, die Reaktion des Krummdarms auf Nikotin und Acetylcholin sowie die Blockwirkung von Atropin, Morphin und Adrenalin.
In Verhaltensstudien wurde die Wirkung von Alkohol, Amphetaminen, Barbituraten und Cannabinoiden beobachtet
und in toxikologischen Untersuchungen die von Karzinogenen, Pestiziden und Schwermetallen. So verursacht der künstliche Süßstoff Cyclamat chromosomale Schäden in Knochenmarkzellen und eine chronische Bleivergiftung verursacht ähnliche histopathologische und hämatologische Veränderungen wie beim Menschen.
Ihre spezialisierten Talgdrüsen bieten sich für die Akneforschung an
und durch ihren einzigartigen Fettstoffwechsel ist sie ein geeignetes Modell in der Cholesterinforschung. Eine Ernährung mit einem Cholesteringehalt über 0,2 Prozent führt zu einer Anreicherung von Cholesterin in der Leber und dadurch zu Leberverfettung, Leberzirrhose und Einschränkung der Leberfunktion. Trotz Lipämie kommt es jedoch nicht zu einer Arteriosklerose.
Neurologische Untersuchungen betreffen unter anderem spontan auftretende und herbeigeführte Krämpfe und den Blutkreislauf des Gehirns. Sie eignet sich als Modell für eine lokale Blutleere des menschlichen Gehirns und somit in der Schlaganfallforschung. So führt bei Tieren mit unvollständigem Arterienring eine einseitige Abschnürung der gemeinsamen Kopfschlagader auf der gleichen Seite zu einem Hirninfarkt.

### Haltungsbedingungen
Hinsichtlich ihrer Haltung ist die Mongolische Rennratte nicht die pflegeleichte und anspruchslose Art, als die sie in der Literatur vielfach beschrieben wird.
So werden in der Versuchstierhaltung die Reizarmut der Standardkäfige und die fehlenden Rückzugsmöglichkeiten ihren Bedürfnissen gar nicht gerecht.
Als Heimtier stehen insbesondere die Unwissenheit des Halters, ihre komplexe Lebensweise sowie klimatische Umweltfaktoren wie eine zu hohe Luftfeuchtigkeit einer tiergerechten Haltung entgegen.
Gegenwärtig verwendete Haltungseinrichtungen beruhen eher auf gesammelten Erfahrungen als auf wissenschaftlich gesicherten Erkenntnissen.
Die optimale Temperatur liegt zwischen 19 und 24 Grad Celsius. Werte unter 15 sowie über 29 Grad Celsius können für neugeborene, alte und kranke Tiere problematisch sein. Schwankungen innerhalb dieses Bereiches werden jedoch problemlos vertragen.
Ist die Anlage eines isolierenden Nestes in tiefer Einstreu möglich, werden bei niedriger Luftfeuchtigkeit und unbeschränkt verfügbarer Nahrung auch Temperaturen zwischen 0 und 35 Grad Celsius vertragen.
Die optimale relative Luftfeuchtigkeit liegt zwischen 30 und 50 Prozent und somit niedriger als bei anderen als Versuchstier gehaltenen Nagetieren.
Werte über 50 Prozent schränken insbesondere in Verbindung mit hohen Temperaturen die Thermoregulation empfindlich ein.
Eine Haltung im feuchten Wohnbereich oder Keller wird daher als problematisch angesehen.
Die Europäische Kommission (2007) empfiehlt für die Versuchstierhaltung eine relative Luftfeuchtigkeit von 35 bis 55 Prozent.
Neben der ganzjährigen Haltung bei Zimmertemperaturen ist in Mitteleuropa auch die Haltung und Überwinterung in ausbruchsicheren und vor Fressfeinden schützenden Freilandterrarien möglich, wenn die Anlage eines Gangsystems mit Nest im frostfreien Bereich ermöglicht wird und immer Nahrung und Wasser verfügbar sind.
Die erforderliche Luftwechselrate ist von der Belegungsdichte, der Art der Behausung und anderen Faktoren abhängig.
Zugluft beeinträchtigt ebenfalls die Thermoregulation, vertragen wird ein Luftzug mit einer Geschwindigkeit bis 0,25 Metern pro Sekunde.
Die Mongolische Rennratte kann sich an eine Tageslänge von 12 bis 14 Stunden bei einer Beleuchtungsstärke bis 60 Lux anpassen. Unterbrechungen der Lichtphasen können zu Veränderungen im Verhalten und in der Körperfunktion führen. Dauerlicht oder Dauerdunkel sind zu vermeiden.
Sowohl Erschütterungen als auch A-bewertete Schalldruckpegel über 50 Dezibel führen zu erheblichen Stressbelastungen. Vor allem unbekannte, plötzlich auftretende Geräusche einschließlich Ultraschalllauten stören das Wohlbefinden und können der Gesundheit schaden.
Ein geeignetes Gehege berücksichtigt durch Größe, Strukturierung und dreidimensionale Raumgestaltung das Bewegungs- und Erkundungsbedürfnis der Mongolischen Rennratte.
In der Versuchstierhaltung werden meist die Käfigtypen III und IV verwendet (820 und 1.800 cm² Grundfläche; 18 und 20 cm Höhe).
Die Angaben für die Abmessungen in der Heimtierhaltung variieren stark,
die Abmessungen sind jedoch nicht das größte Problem.
Die TVT (2014) gibt für zwei Tiere eine Unterschale mit einer Grundfläche von 0,5 Quadratmetern und einer Höhe von 50 Zentimetern plus einen 30 Zentimeter hohen Aufsatz an. Für jedes weitere Tier vergrößert sich die Grundfläche um 0,125 Quadratmeter.
Bei einer Befragung von 136 Haltern erfüllten 37 Prozent diese Kriterien nicht und weitere 43 Prozent nur teilweise.
Die Menge des anzubietenden Grundfutters beträgt etwa zehn Gramm je Tier und Tag. Fettfutter wird bevorzugt angenommen und kann im Übermaß zu Verfettung führen. Saftfutter dient der Wasserversorgung, kann jedoch die jederzeitige Verfügbarkeit von freiem Trinkwasser nicht ersetzen.
Artgenossen sind aufgrund der geselligen Lebensweise der Mongolischen Rennratte besonders wichtig.
Für das spätere Leben benötigte Verhaltensmuster werden erlernt und Schäden werden vermieden, wenn die Trennung von den Elterntieren erst erfolgt, nachdem Erfahrungen bei der Pflege des nachfolgenden Wurfes gesammelt werden konnten.
Bei Paar- und Gruppenhaltung kann es jedoch zu aggressiven Auseinandersetzungen bis hin zu Beschädigungskämpfen kommen.
In der Versuchstierhaltung ist die Verpaarung von einem Männchen mit einem Weibchen erfolgreicher als die Verpaarung von einem Männchen mit zwei bis drei Weibchen. Bei Versuchen, die Einzelhaltung erfordern, scheinen sich Männchen besser zu eignen als Weibchen.
Insgesamt besteht zu den wenig bekannten Bedürfnisse der Mongolischen Rennratte und ihrem Verhalten noch Forschungsbedarf. Schulze Sievert (2002) trägt das Wissen über verschiedene Haltungsformen zusammen und diskutiert Wege zu einer wissenschaftlich belegten tiergerechten Haltung.
Der Haltung als Versuchstier widmen sich Waiblinger (2010) sowie Batchelder und Mitarbeiter (2012).

### Gefangenschaftsflüchtlinge
Die Heimtierhaltung der Mongolischen Rennratte birgt ein beträchtliches Risiko für Umwelt, Landwirtschaft und die menschliche Gesundheit.
Jedes Jahr gibt es hunderte bis tausende Gefangenschaftsflüchtlinge, die sich ziemlich weit ausbreiten können.
Es wird befürchtet, dass sich die Art als Neozoon in manchen Gebieten Nordamerikas und anderswo etablieren könnte.
Aus England sind bereits mehrere kurzlebige Kolonien wildlebender Mongolischer Rennratten bekannt.
Als Gefangenschaftsflüchtling etabliert sie sich dort schnell unter den Böden von Häusern und Nebengebäuden und kann auch in weniger geschützten Umgebungen überleben.
Die am besten dokumentierte Kolonie entstand 1973 auf der Isle of Wight. So wurden bei Cothey Butts nahe Fishbourne nach Beendigung der BBC-Fernsehserie Tales of the Riverbank neben Farbratten, Goldhamstern und Meerschweinchen auch Mongolische Rennratten ausgesetzt. Während die anderen Arten schnell verschwanden, wuchs ihre Population um eine Häusergruppe und eine Scheune, in einem Holzlager sowie auf Brachland bis Februar 1976 auf über 100 Tiere an.
Unbekannt ist jedoch das Ausmaß der menschlichen Unterstützung durch Zufüttern oder durch das Aussetzen weiterer Tiere während dieser Zeit.
Mehrere Kolonien der Mongolischen Rennratte sind auch aus Yorkshire bekannt.
1971 wurden in den von menschlichen Siedlungen weit entfernten Mooren bei Thorne und Goole vermutlich ausgesetzte Heimtiere entdeckt.
In Armthorpe bei Doncaster wurden 1972 bis 1973 unter Schuppen lebende Tiere gefunden, die aus einem Schullabor entkommen waren. 1975 entwichen weitere Tiere und die Kolonie existierte noch 1977.
Bei Bradford wurden 1975 drei Tiere in einem Bau entdeckt, der in einem Waldgebiet nahe einer Großwohnsiedlung unter Baumwurzeln angelegt war.
Im März 1987 wurden Skelettreste der Art in einem frischen Gewölle einer Waldohreule an deren Schlafplatz im Denaby Ings Nature Reserve nahe Mexborough gefunden.
Ein melanistisches Tier wurde 1996 in einem Blumenladen in Bolton bei Manchester entdeckt. Es wurde möglicherweise mit einer Lieferung Schnittblumen aus den Niederlanden importiert, wo solche Tiere häufig waren.
Weitere Funde stammen aus Harrogate (1977) und aus Doncaster (1980/1981).
Obwohl sich die Mongolische Rennratte wildlebend fortpflanzte, können die beschriebenen, zeitlich und räumlich begrenzten Populationen nicht als etabliert angesehen werden. Sie verschwanden alle ohne gezielte Bekämpfungsmaßnahmen.
Zu den angerichteten Schäden gibt es keine Angaben.
In Nordamerika wird befürchtet, dass etablierte Populationen der Mongolischen Rennratte Ernten und Böschungen beschädigen und sogar einheimische Nagetiere verdrängen könnten.
So untersuchte Fisler (1968) unter Laborbedingungen ihre potentielle Dominanz bei Eins-zu-eins-Begegnungen mit 15 südkalifornischen Nagetierarten der Wüste und des Chaparral. Dabei dominierte sie neun andere Arten, war etwa gleichauf mit vier Arten und musste sich zwei Arten eher unterordnen.
Dominiert wurden die Seidentaschenmaus Perognathus longimembris, die Rauhaartaschenmaus Chaetodipus californicus, die Kängururatten Dipodomys merriami und Dipodomys agilis sowie die Hirschmäuse Peromyscus crinitus, Peromyscus eremicus, Peromyscus maniculatus, Peromyscus boylii und Peromyscus californicus. Unentschieden waren die Begegnungen mit der Kängururatte Dipodomys deserti, der Grashüpfermaus Onychomys torridus sowie den Buschratten Neotoma lepida und Neotoma fuscipes. Dem Weißschwanz-Antilopenziesel und dem Rundschwanzziesel war die Mongolische Renratte meist unterlegen.
Wird ihr genügend Zeit gegeben, könnte sie jedoch auch die sechs letztgenannten Arten dominieren.
In Kalifornien sind Einfuhr, Transport und Besitz lebender Rennmäuse verboten.
Für wissenschaftliche Zwecke wurde jedoch eine Ausnahme geschaffen, die eine eigene Genehmigung erfordert.
In Privatfahrzeugen eingeführte Rennmäuse werden an den seit 1921 bestehenden Kontrollstationen getötet, wenn sie nicht von ihren Besitzern aus dem Staat befördert werden.
Bei regelmäßigen Überprüfungen von Zooläden wurden dennoch Mongolische Rennratten gefunden.
In Hawaii ist die Einfuhr der Mongolischen Rennratte nur zur Forschung durch staatliche Einrichtungen erlaubt.
Ebenfalls verboten ist ihre Einfuhr in Neuseeland.